# Liste der Monuments historiques in Épargnes
Die Liste der Monuments historiques in Épargnes führt die Monuments historiques in der französischen Gemeinde Épargnes auf.

## Liste der Objekte
| Bezeichnung | Beschreibung | Standort                        | Kennzeichnung | Schutzstatus | Datum | Bild |
| ----------- | ------------ | ------------------------------- | ------------- | ------------ | ----- | ---- |
| Taufbecken  | Stein        | in der Kirche St-Vincent (Lage) | PM17001297    | Inscrit      | 1982  |      |